# Chiuro
Chiuro ist eine norditalienische Gemeinde in der Provinz Sondrio in der Lombardei.

## Lage und Einwohner
Die Gemeinde liegt rund 10 Kilometer östlich von der Provinzhauptstadt Sondrio im mittleren Veltlin. Sie grenzt unmittelbar an den Schweizer Kanton Graubünden. Die Adda bildet die südliche Gemeindegrenze. Zusammen mit den Fraktionen Casacce und Castionetto hat die Gemeinde 2439 Einwohner (Stand 31. Dezember 2024).
Die Nachbargemeinden sind Brusio (CH-GR), Castello dell’Acqua, Lanzada, Montagna in Valtellina, Ponte in Valtellina, Poschiavo (CH-GR) und Teglio.

### Verkehrsanbindung
Die Gemeinde ist über die Staatsstraße 38 erreichbar, die durch das Veltlin verläuft. Die Provinzstraße 23 beginnt in Chiuro und verbindet die Gemeinde mit Castello dell'Acqua. Die sogenannte „Panorama-Burgenstraße“ führt ebenfalls durch Chiuro und durchquert die Bergdörfer auf der rätischen Seite, darunter Castionetto di Chiuro, bis nach Teglio.
Der 1902 eröffnete Bahnhof Chiuro liegt an der Bahnstrecke Sondrio–Tirano, die von Regionalzügen und dem RegioExpress bedient wird. Derzeit halten aber nur wenige Züge am Bahnhof. Chiuro wird von den Buslinien A48 (Sondrio–Chiuro–Teglio), A41 (Sondrio–Aprica), A64 (Sondrio–Tirano) und teilweise A46 (Sondrio–Ponte in Valtellina) bedient, die von der Verkehrsgesellschaft Sondrio (STPS) betrieben werden.

## Geschichte

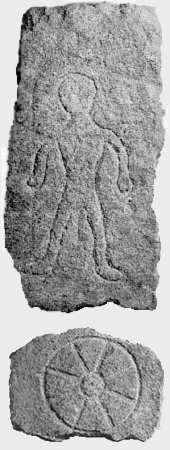
Stele von Castionetto

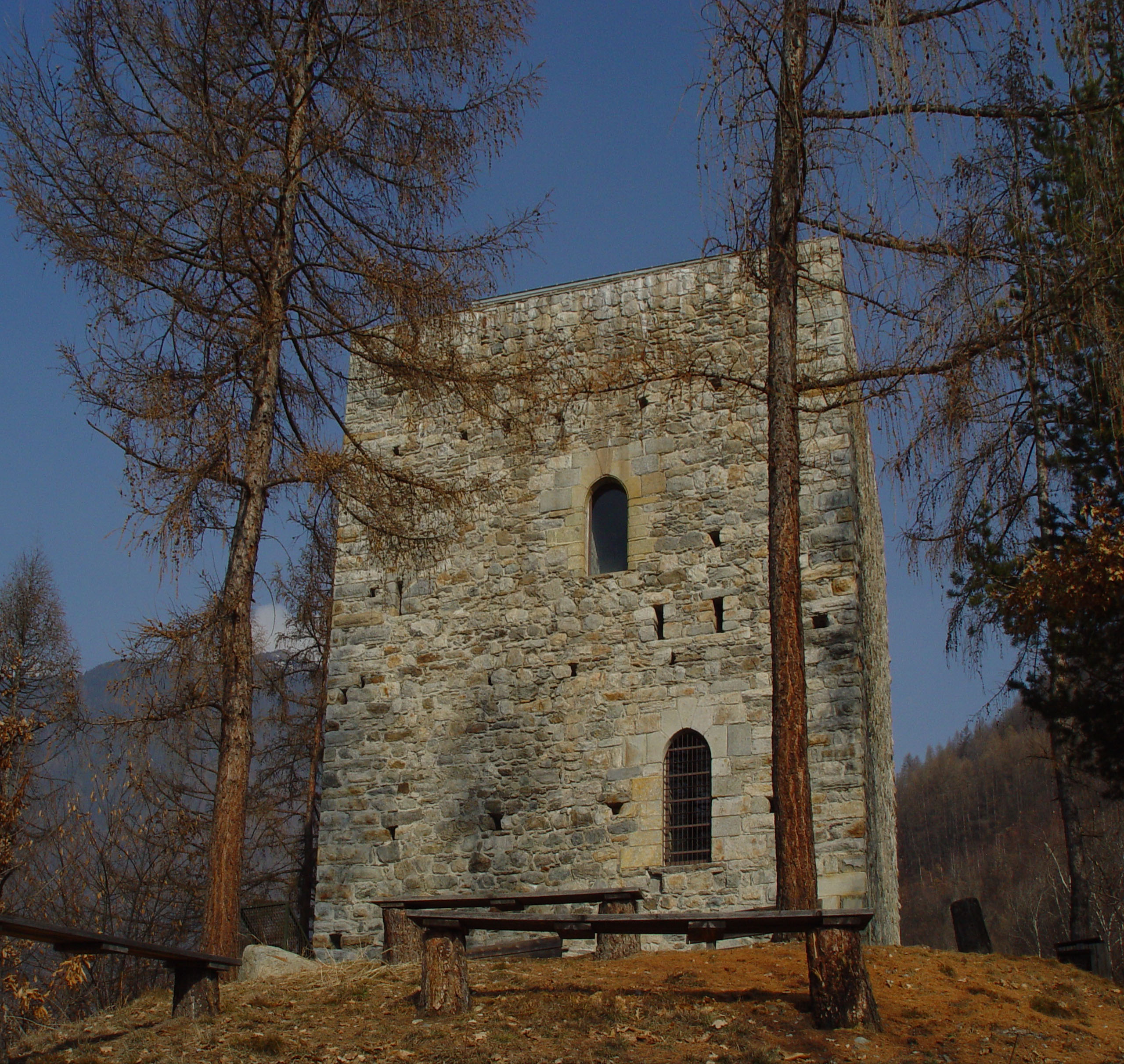
Turm von Castionetto

### Endneolithikum und frühe Bronzezeit
Im Ortsteil Castionetto entdeckte Maria Reggiani Rajna im Jahr 1959 zwei Bruchstücke einer Stele aus dem späten Endneolithikum bzw. der frühen Bronzezeit (zwischen 2200 und 1800 v. Chr.). Sie zeigen ein Rad und eine menschliche Figur. Die Fragmente werden im „Museum für Geschichte und Kunst des Veltlins“ in Sondrio aufbewahrt.
Beide Seiten der ersten, etwa 60 mal 30 cm messenden Stele weisen Ritzungen auf. Zum einen handelt es sich um drei parallele Linien, zum anderen eine anthropomorphe Darstellung, die eine Art Hellebarde in der Hand trägt. Allerdings könnten hier auch Bearbeitungen vorliegen, die bis ins Mittelalter reichen.
Das zweite Stelenfragment weist ein Rad aus zwei Kreisen mit acht inneren Strahlen auf. Folgt man dem Archäologen Emmanuel Anati, der zugleich Direktor des Centro Camuno di Studi Preistorici von Capo di Ponte ist, ist diese Art der Darstellung zwar im Valcamonica geläufig, erscheint jedoch im späteren Neolithikum und im Äneleolthikum, der Kupfersteinzeit, nur dort. Ob es sich um die Darstellung eines Rades oder der Sonne mit ihren Strahlen handelt, wie gleichfalls gemutmaßt wurde, bleibt unklar.

### Spätmittelalter und Frühe Neuzeit
Stefano Quadrio, ein Angehöriger einer Familie aus Como, dominierte die Region Valtellina ab 1401. Er war capitano generale der ghibellinischen Milizen und diente den Visconti von Mailand. 1432 spielte er eine wichtige Rolle in der Schlacht von Dubino zwischen Mailand und Venedig. Quadrio förderte den Weinanbau, aber auch die Produktion von Tuchen, Getreide und die Eisengewinnung. 1487 plünderten die Grigioni und setzten das Dorf Gera in Brand. Weder diese Katastrophe noch die Bestrebungen der Sforza, das Gebiet zu erobern (1525–1926) oder Franzosen behinderten den ökonomischen Aufstieg der Region längerfristig.
In Chiuro findet sich eine Reihe von Fresken, die Cipriano Valorsa († 1604) aus Grosio zugeschrieben werden, dessen früheste Werke auf 1536 datiert wurden. In der Lunette der Porta Maggiore des Friedhofs San Giacomo befindet sich eine Pietà, dazu neben dem Portal ein San Cristoforo, der ein Jesuskind trägt, sowie Samson, der Richtung Gaza blickt.
Auch die Fresken im Portichetto dei Disciplini, eine Verkündigung, Santa Marta, dann eine Wiederauferstehung, die allerdings stark beschädigt ist, an der man noch die vier Evangelisten erkennen kann, sowie eine Grablegung Christi, die gleichfalls stark beschädigt ist.

### Herrschaft der Grigioni, konfessionelle Kämpfe
Von 1512 bis 1797 beherrschte die Familie der Grigioni das Gebiet, doch mit langen Unterbrechungen, denn die Auseinandersetzungen in dem wichtigen Durchzugsgebiet nahmen mit Reformation und Gegenreformation drastisch zu. Mit der Sacro Macello genannten Rebellion von 1528 kamen 400 Protestanten ums Leben. Dann geriet das Valtellinese in die Kämpfe zwischen Frankreich, dem Herzogtum Savoyen und der Republik Venedig auf der einen und Spanien und Österreich auf der anderen Seite. 1629 brachten die Landsknechte eine verheerende Pestwelle ins Land, der 600 der 850 Einwohner zum Opfer fielen. Der Durchzug deutscher Truppen, dann derjenigen des Herzogs von Rohan dezimierten die Bevölkerung weiter. Schließlich kehrten die Grigioni 1639 zurück. Die Bevölkerung schloss sich 1797 dem revolutionären Frankreich an und das Gebiet wurde an die Cisalpinische Republik angeschlossen.

### Frankreich (1797), Lombardo-Venetien (1815), Italien (1859)
Patriotische Gesellschaften hatten sich für das Ende der korrupten Grigioni-Herrschaft und für die Ideale der Französischen Revolution eingesetzt. Erst 1815 wurde das Gebiet auf dem Wiener Kongress an das Königreich Lombardo-Venetien angeschlossen.
Die Österreicher ließen Infrastrukturmaßnahmen, wie Straßenbauten ausführen, doch gegen die Polizeigewalt und die fiskalischen Lasten verstärkte sich der Widerstand vor dem Hintergrund eines zunehmenden Nationalismus (Risorgimento). Zudem kam es zu Hungersnöten und einer Cholera-Epidemie. 1848 wurde Maurizio Quadrio wurde vom Governo Provvisorio Commissario di guerra in Valtellina e Valchiavenna zum Anführer ernannt, doch mit der Rückkehr der Österreicher musste er ins Exil gehen. Am 29. Juni 1859 empfing die Bevölkerung von Chiuro den Revolutionsführer Giuseppe Garibaldi, 1861 wurde das Gebiet Teil des neugegründeten Königreichs Italien.

## Verkehr
Durch die Gemeinde führt die Strada Statale 38 dello Stelvio von Piantedo nach Bozen. Der Bahnhof der Gemeinde liegt an der Strecke der Bahnstrecke Sondrio–Tirano.

## Sehenswürdigkeiten
- Die Pfarrkirche Santi Giacomo und Andrea wurde am 24. Juni 1487 geweiht; sie enthält Stuckarbeiten von Agostino Silva (1620–1706).
- Pfarrhaus mit Gemälde San Francesco Ferreri von Giuseppe Antonio Petrini aus Carona TI
- Portico dei Disciplini mit Fresken von Cipriano Valorsa
- Betkapelle Santa Maria mit Fresken eines Schülers von Giovannino da Sondalo